# Coupe du Japon de football 2012
Navigation
Édition précédente Édition suivante
La Coupe du Japon de football 2012 est la 92e édition de la Coupe du Japon, une compétition à élimination directe mettant aux prises des clubs de football amateurs et professionnels à travers le Japon. Elle est organisée par la Fédération du Japon de football (JFA). Le vainqueur de cette compétition se qualifie pour la Ligue des champions de l'AFC 2013, accompagné des trois meilleures équipes du championnat.
Le FC Tokyo est le tenant du titre mais il est éliminé dès son entrée en lice, battu 2-0 au deuxième tour par Yokogawa Musashino. 
Le Kashiwa Reysol remporte finalement la compétition en battant le Gamba Osaka 1-0. Reysol remporte pour la première fois la coupe sous cette appellation mais il s'agit de la troisième coupe de l'histoire du club, ce dernier l'ayant déjà soulevé en 1972 et 1975 en tant que Hitachi Soccer Club.

## Résultats

### Troisième tour
| Division | Club               | Résultat         | Club                      | Division | Lieu                                                     | Date, heure JST   |
| -------- | ------------------ | ---------------- | ------------------------- | -------- | -------------------------------------------------------- | ----------------- |
| J1       | Kashiwa Reysol     | 2 – 1            | Shonan Bellmare           | J2       | Hitachi Kashiwa Soccer Stadium, Kashiwa                  | 10 octobre, 19h00 |
| Préf.    | Nagano Parceiro    | 0 – 0, 9 – 10tab | Yokogawa Musashino        | Préf.    | Sapporo Atsubetsu Park Stadium, Sapporo                  | 10 octobre, 19h00 |
| J1       | Júbilo Iwata       | 1 – 1, 5 – 3tab  | Kyoto Sanga               | J2       | Stade Yamaha, Iwata                                      | 10 octobre, 19h00 |
| Préf.    | Sagawa Shiga       | 1 – 1, 6 – 7tab  | JEF United Ichihara Chiba | J2       | Stade du parc Misaki, Kōbe                               | 10 octobre, 19h00 |
| J1       | Vegalta Sendai     | 1 – 2ap          | Roasso Kumamoto           | J2       | Stade de Sendai, Sendai                                  | 10 octobre, 19h00 |
| J1       | Omiya Ardija       | 3 – 1            | Avispa Fukuoka            | J2       | Stade d'athlétisme de Kumagaya, Kumagaya                 | 10 octobre, 19h00 |
| J1       | Yokohama F·Marinos | 2 – 1            | Yokohama FC               | J2       | Stade Nissan, Yokohama                                   | 10 octobre, 19h00 |
| J1       | Cerezo Osaka       | 2 – 1            | Montedio Yamagata         | J2       | Nagai Ball Gall Field, Osaka                             | 10 octobre, 19h00 |
| J2       | Fagiano Okayama    | 2 – 3            | Nagoya Grampus            | J1       | Stade d'athlétisme de Toyama, Toyama                     | 10 octobre, 19h00 |
| Préf.    | Kamatamare Sanuki  | 1 – 2            | Urawa Red Diamonds        | J1       | Stade de Saga, Saga                                      | 10 octobre, 19h00 |
| Préf.    | FC Imabari         | 2 – 5            | Machida Zelvia            | J2       | Terrain annexe de la Grande Arche d'Hiroshima, Hiroshima | 10 octobre, 19h00 |
| J1       | Shimizu S-Pulse    | 1 – 0            | Tokyo Verdy               | J2       | Stade du parc Nihondaira, Shizuoka                       | 10 octobre, 19h00 |
| J1       | Gamba Osaka        | 1 – 0            | Mito HollyHock            | J2       | Stade de l'Expo '70 d'Osaka, Suita                       | 10 octobre, 19h00 |
| J1       | Albirex Niigata    | 0 – 1            | Fukushima United          | Préf.    | Stade Tohoku Denryoku, Niigata                           | 10 octobre, 19h00 |
| J1       | Kashima Antlers    | 2 – 1ap          | Gainare Tottori           | J2       | Stade de Kashima, Kashima                                | 10 octobre, 19h00 |
| J1       | Kawasaki Frontale  | 3 – 2ap          | Tokushima Vortis          | J2       | Stade d'athlétisme de Todoroki, Kawasaki                 | 10 octobre, 19h00 |

### Quatrième tour
Le tirage au sort est effectué le 8 novembre 2012, retransmis en direct sur NHK BS-1.
| Division | Club                      | Résultat | Club               | Division | Lieu                                     | Date, heure JST    |
| -------- | ------------------------- | -------- | ------------------ | -------- | ---------------------------------------- | ------------------ |
| J1       | Gamba Osaka               | 3 – 2    | Machida Zelvia     | J2       | Stade de l'Expo '70 d'Osaka, Suita       | 15 décembre, 13h00 |
| J1       | Cerezo Osaka              | 4 – 0    | Shimizu S-Pulse    | J1       | Stade Nagai, Osaka                       | 15 décembre, 17h00 |
| J2       | JEF United Ichihara Chiba | 5 – 0    | Fukushima United   | Préf.    | Fukuda Denshi Arena, Chiba               | 15 décembre, 13h00 |
| J1       | Kashima Antlers           | 3 – 1    | Júbilo Iwata       | J1       | Stade de Kashima, Kashima                | 15 décembre, 13h00 |
| J1       | Urawa Red Diamonds        | 0 – 2    | Yokohama F·Marinos | J1       | Stade d'athlétisme de Kumagaya, Kumagaya | 15 décembre, 16h00 |
| J1       | Nagoya Grampus            | 5 – 2    | Roasso Kumamoto    | J2       | Stade d'athlétisme de Mizuho, Nagoya     | 15 décembre, 15h00 |
| J1       | Omiya Ardija              | 4 – 3    | Kawasaki Frontale  | J1       | Stade du parc Omiya, Saitama             | 15 décembre, 13h00 |
| J1       | Kashiwa Reysol            | 1 – 0    | Yokogawa Musashino | Préf.    | Hitachi Kashiwa Soccer Stadium, Kashiwa  | 15 décembre, 13h00 |

### Quarts-de-finale
| Division | Club                      | Résultat         | Club            | Division | Lieu                                     | Date, heure JST    |
| -------- | ------------------------- | ---------------- | --------------- | -------- | ---------------------------------------- | ------------------ |
| J1       | Gamba Osaka               | 2 – 1 ap         | Cerezo Osaka    | J1       | Stade Nagai, Osaka                       | 23 décembre, 13h00 |
| J2       | JEF United Ichihara Chiba | 0 – 1            | Kashima Antlers | J1       | Stade Ajinomoto, Chōfu                   | 23 décembre, 15h00 |
| J1       | Yokohama F·Marinos        | 0 – 0, 7 – 6 tab | Nagoya Grampus  | J1       | Stade d'athlétisme de Mizuho, Nagoya     | 23 décembre, 13h00 |
| J1       | Omiya Ardija              | 2 – 3            | Kashiwa Reysol  | J1       | Stade d'athlétisme de Kumagaya, Kumagaya | 23 décembre, 15h00 |

### Demi-finales
| Division | Club               | Résultat | Club            | Division | Lieu                               | Date, heure JST    |
| -------- | ------------------ | -------- | --------------- | -------- | ---------------------------------- | ------------------ |
| J1       | Gamba Osaka        | 1 – 0    | Kashima Antlers | J1       | Stade Ecopa de Shizuoka, Fukuroi   | 29 décembre, 13h00 |
| J1       | Yokohama F·Marinos | 0 – 1    | Kashiwa Reysol  | J1       | Stade national d'athlétisme, Tokyo | 29 décembre, 15h00 |

### Finale
| Division | Club        | Résultat | Club           | Division | Lieu                               | Date, heure JST    |
| -------- | ----------- | -------- | -------------- | -------- | ---------------------------------- | ------------------ |
| J1       | Gamba Osaka | 0 – 1    | Kashiwa Reysol | J1       | Stade national d'athlétisme, Tokyo | 1er janvier, 14h00 |